# Frälsningsunionen (film)
Frälsningsunionen Ryska : (Союз спасения) är en rysk historisk dramafilm från 2019. Filmen skildrar händelserna som ledde fram till Dekabristupproret 1825 i Sankt Petersburg. Frälsningsunionen regisserades av Andrej Kravtjuk.

## Handling
Filmen börjar 1808, då Napoleon besöker en internatskola i Paris, och ber att få träffa den bästa eleven, vilket visar sig vara Sergej Ivanovitj Muravjov-Apostol, som är son till en rysk diplomat i Paris.
År 1814 har Napoleon besegrats och den ryska armén marscherar genom Paris. Sergej Ivanovitj Muravjov-Apostol, som nu är en officerare inom den Ryska armén, erbjuder den ryska tsaren Alexander I att dricka champagne under en inspektion av de ryska styrkorna i Paris, men tsaren tackar nej.
Cirka 6 år senare 1820 är Sergej Ivanovitj Muravjov-Apostol i Sankt Petersburg och lyckas tillsammans med en annan officerare, Bestuzjev-Rjumin, stoppa ett upplopp av ryska soldater. Trots detta tycker tsaren att de borde bestraffas för att inte ha förhindrat upproret från första början och skickar dem som straff till tjänstgöring i Ukraina.
Medan officerarna är i Ukraina börjar de konspirera för att mörda Alexander I under en kommande inspektion av soldater, men planen upptäcks och tsaren ställer in sina planer. Alexander I som strävar efter reformer i det Ryska Imperiet låter de konspierande officerarna komma undan med en varning.
Efter tsarens död år 1825 börjar officerarna förbereda en revolt, och den 14 december ställer officerna tillsammans med några tusen soldater upp sig på Senattorget i Sankt Petersburg och kräver att den nya tsaren Nikolaj I avsäger sig makten omedelbart och överlämmnar den till sin släkting Konstantin. Efter flera misslyckade försök från tsaren att få Dekabristerna att återvända till sina baracker lovar han dem att de inte kommer att straffas för detta uppror och att han inte ens vill veta vilka som är inblandade. Dekabristerna vägrar dock detta och Nikolaj I och hans officerare beordrar att beskjuta Dekabristerna med kanoner. När kanonkulorna träffar Dekabristernas linjer retirerar de ut på den frusna Nevafloden i ett försök att omgruppera, detta misslyckas dock då isen snabbt spricker under artillerielden och många Dekabrister drunknar eller dör av kanonelden.
År 1826, året därpå, har Sergej Ivanovitj Muravjov-Apostol dömts till döden för sitt deltagande i upproret. Medan han väntar på att bli avrättad inbillar han sig en alternativ verklighet där Alexander I gick med på att dricka med sina soldater i Paris 1814.